# Teatro Argentina
Teatro Argentina v Římě je jedno z historicky nejvýznamnějších divadel v italském hlavním městě. Nachází se na třídě Largo di Torre Argentina.

## Historie divadla
Teatro Argentina, jedno z nejstarších divadel v Římě, bylo otevřeno 31. ledna 1732 operou Berenice Domenica Sarry. Výstavbu divadla zahájila rodina Cesarini přestavbou jedné z vlastních budov podle návrhu architekta Gerolamo Theodoliho. Místo, kde se divadlo nachází, má za sebou slavnou historii. V antických dobách zde stával sál zvaný Curia Pompeii, v němž byl zavražděn Julius Caesar. Divadlo bylo původně postaveno převážně ze dřeva, s výjimkou nosných stěn a zděných schodů. Bylo navrženo podkovovité hlediště, aby co nejlépe vyhovovalo akustickým a vizuálním potřebám. Parter s dřevěnou podlahou byl ukončen čtyřiceti řadami lavic, lóže byly uspořádány v šesti podlažích. Prošlo několika přestavbami, naposledy v roce 1993 architektem Paolo Portoghesi, nicméně základní disposice hlediště zůstala zachována.
Teatro Argentina patřilo v 18. a 19. století mezi nejvýznamnější římská divadla. Konaly se zde premiéry oper slavných skladatelů té doby. Bylo svědkem neúspěšného prvního provedení Lazebníka sevillského Gioacchina Rossiniho. Hrály se zde i první opery Giuseppe Verdiho. Ve vestibulu divadla koncertoval Niccolò Paganini.

## Premiéry oper
- Domenico Sarro: Berenice, 1732

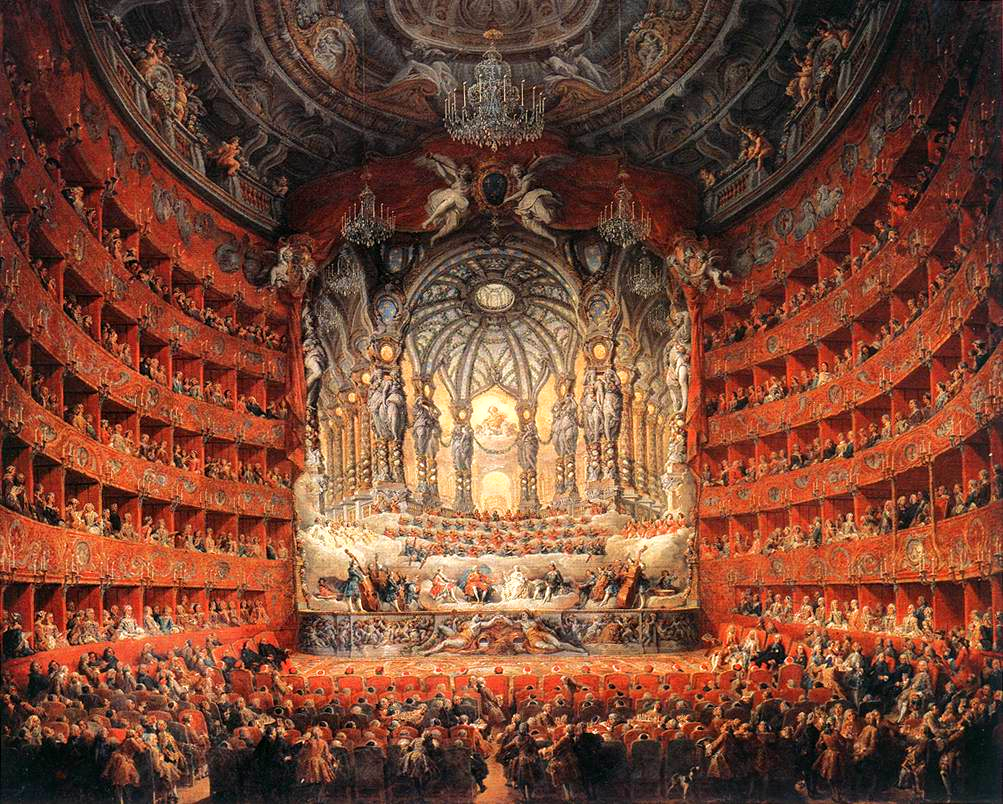
Malba zachycující interiér divadla Argentina. Autorem obrazu s názvem "Festa musicale" z roku 1747 je Giovanni Paolo Pannini

- Geminiano Giacomelli: Achille in Aulide, 1739
- Niccolò Jommelli: Ricimero re de' Goti, 1740
- Domingo Terradellas: Cerere 1740
- Giuseppe Arena: Il vello d'oro, 1740
- Giuseppe Scarlatti: Il Dario, 1741
- Niccolò Jommelli: Astianatte, 1741
- Gennaro Manna: Tito Manlio, 1742
- Giovanni Battista Costanzi: L'asilo della Virtù, 1744
- Giovanni Battista Costanzi: L'Iride, 1745
- Matteo Capranica: Alcibiade 1746
- Giovanni Battista Costanzi: Enea in Cuma, 1746
- Niccolò Jommelli: Cajo Mario, 1746
- Niccolò Jommelli: Didone abbandonata, 1747
- Nicola Bonifacio Logroscino: Giunio Bruto, 1748
- Baldassare Galuppi: Vologeso re de' Parti, 1748
- Niccolò Jommelli: Artaserse, 1749
- Matteo Capranica: Merope, 1751
- Niccolò Jommelli: Ifigenia in Aulide, 1751
- Antonio Aurisicchio a Antonio Gaetano Pampani: Andromaca, 1753
- Antonio Aurisicchio: Eumene, 1754
- Baldassare Galuppi: Il Siroe (o "Siroe, re di Persia") 1754
- Baldassare Galuppi: Idomeneo, 1756
- Christoph Willibald Gluck: Antigono, 1756
- Pasquale Errichelli: Il Solimano, 1757
- Niccolò Jommelli: Creso, 1757
- Rinaldo da Capua: Adriano in Siria, 1758
- Niccolò Piccinni: Alessandro nell'Indie, 1758
- Baldassare Galuppi: Ciro riconosciuto, 1759
- Niccolò Piccinni: Artaserse 1762
- Pietro Alessandro Guglielmi: Tito Manlio 1763
- Antonio Sacchini: Semiramide riconosciuta, 1764
- Antonio Sacchini: Eumene, 1765
- Pietro Alessandro Guglielmi: Farnace 1765
- Giuseppe Sarti: Ipermestra, 1766
- Carlo Franchi: Ifigenia in Aulide, 1766
- Antonio Sacchini: Artaserse, 1768
- Antonio Sacchini: Il Cidde, 1769
- Pasquale Anfossi: La clemenza di Tito, 1769
- Niccolò Piccinni: Didone abbandonata, 1770
- Carlo Franchi: Siroe, re di Persia, 1770
- Pasquale Anfossi: Alessandro nell'Indie, 1772
- Carlo Monza: Antigono, 1772
- Giuseppe Gazzaniga: Armida, 1773
- Pasquale Anfossi: Demofoonte, 1773
- Pietro Alessandro Guglielmi: Ezio di Pietro (2. verze) 1774
- Pasquale Anfossi: Achille in Sciro, 1774
- Giovanni Masi: Vologeso, 1776
- Giuseppe Sarti: Ifigenia in Aulide 1776
- Pietro Alessandro Guglielmi: Artaserse, 1777
- Antonio Burroni: Enea nel Lazio, 1778
- Giuseppe Sarti: Adriano in Siria, 1778
- Giuseppe Gazzaniga: Antigono, 1779
- Giovanni Battista Borghi: Tito Manlio, 1779
- Josef Mysliveček: Medonte, re di Epiro (spolu s baletem Diana e Endimione Luigi Marescalchiho), 1780
- Domenico Cimarosa: Alessandro nell'Indie, 1781
- Felice Alessandri: Arbace, 1781
- Luigi Marescalchi: Andromeda e Perseo, 1783
- Onorato Viganò: Piramo e Tisbe, 1784
- Antonio Pio: Ezio, 1785
- Salvatore Viganò: Cefalo e Procri, 1786
- Giacomo Tritto: L'Arminio, 1786
- Giuseppe Giordani: Ifigenia in Aulide, 1786
- Ambrogio Minoja: Olimpiade, 1787
- Giovanni Domenico Perotti: Agesilao re di Sparta, 1789
- Gaetano Andreozzi: La morte di Giulio Cesare, 1789
- Luigi Caruso: Attalo re di Bitinia, 1790
- Giuseppe Giordani: Medonte, re di Epiro, 1791
- Angelo Tarchi: Tito Manlio, 1791
- Andrea Celli: Medea in Atene, 1791
- Angelo Tarchi: L'Olimpiade, 1792
- Giuseppe Maria Curci: Giulio Cesare in Egitto, 1796
- Domenico Cimarosa: Achille all'assedio di Troia, 1797
- Giuseppe Mosca: Ifigenia in Aulide, 1799
- Giuseppe Nicolini: Fedra ossia Il ritorno di Teseo 1803
- Pietro Carlo Guglielmi: Ines de Castro, 1805
- Giuseppe Nicolini: Trajano in Dacia, 1807
- Francesco Morlacchi: Le Danaidi, 1810
- Niccolò Antonio Zingarelli: Baldovino, 1811
- Gaetano Andreozzi: Il trionfo di Alessandro Magno il Macedone (přepracování opery "Il trionfo di Alessandro") 1815
- Gioachino Rossini: Almaviva ossia L'inutile precauzione (neúspěšná první verze opery Il barbiere di Siviglia) 1816
- Ferdinando Rutini: Polissena, 1817
- Gioachino Rossini: Adelaide di Borgogna ossia Ottone re d'Italia, 1817
- Johann Simon Mayr: Danao, 1818
- Giuseppe Nicolini: Giulio Cesare nelle Gallie, 1819
- Gioachino Rossini: Otello ossia Il moro di Venezia, 1819
- Saverio Mercadante: Scipione in Cartagine, 1820
- Giovanni Pacini: Cesare in Egitto, 1821
- Gaetano Donizetti: Zoraida di Granata, 1822
- Filippo Celli: Amalia e Palmer, 1822
- Michele Carafa: Eufemio di Messina, 1822
- Saverio Mercadante: Gli amici di Siracusa, 1824
- Vincenzo Bellini: Il fu e il sarà, 1832
- Józef Poniatowski: Bonifazio de' Geremei, 1843
- Fabio Campana: Luisa di Francia, 1844
- Giuseppe Verdi: I due Foscari, 1844
- Giuseppe Verdi: La battaglia di Legnano, 1849
- Scipione Fenzi: La pitonessa d'Endor, 1852
- Edoardo Vera: Adriana Lecouvreur e la Duchessa di Bouillon, 1856
- Giovanni Pacini: Il saltimbanco, 1858
- Andrea Traventi: I promessi sposi, 1858
- Giovanni Pacini: Gianni di Nisida, 1860
- Filippo Sangiorgi: La mendicante, 1861
- Filippo Sangiorgi: Iginia d'Asti, 1862
- Raffaele Gentili: Werther 1862
- Antonio Cagnoni: La tombola, 1867
- Pietro Platania: La vendetta slava, 1867
- Filippo Sangiorgi: Diana di Chaverny, 1875
- Giovanni Cesare Pascucci: Il pronosticante fanatico, 1877
- Stanislao Falchi: Lorhelia, 1878
- Cesare Dall'Olio: Don Riego, 1879
- Antonio Scontrino: Il progettista, 1882
- Alberto Giovannini: Tito Vezio, 1884
- Antonio Leonardi: Jacopo, 1888
- Umberto Giordano: Mala vita 1892
- Nicola van Westerhout: Una notte a Venezia (Cimbelino) 1892
- Vincenzo Valente: La sposa di Charolles, 1894
- Stanislao Falchi: Il trillo del diavolo (Tartini) 1899
- Ildebrando Pizzetti: La nave, 1908
- Giuseppe Blanc: La festa dei fiori, 1913
- Gaetano Luporini: L'aquila e la colomba (Napoleone) 1914
- Giuseppe Mulè: Liolà, 1916
- Pietro Canonica: La sposa di Corinto, 1918
- Riccardo Pick-Mangiagalli: Basi e bote, 1927
- Mario Labroca: Le tre figliuole di Babbo Pallino, 1928
- Pasquale La Rotella: Corsaresca, 1933

## Současnost
V současnosti slouží Teatro Argentina převážně jako činoherní divadlo, ale také k operním představením a koncertům symfonické hudby.
V interiérech divadelní budovy je umístěna expozice Divadelního muzea (Museo Storico del Teatro) s obrazovým a dokumentačním archivem.